# Operário Ferroviário EC
Operário Ferroviário Esporte Clube – brazylijski klub piłkarski z siedzibą w mieście Ponta Grossa leżącym w stanie Parana.

## Osiągnięcia
- Wicemistrz stanu Paraná (8): 1929, 1930, 1932, 1934, 1936, 1937, 1938, 1958

## Historia
Klub Operário założony został 1 maja 1912 roku, jednak wiadomość o tym ukazał się w prasie (Diário dos Campos) dopiero 7 kwietnia 1913 roku. Założycielami klubu byli: Raul Lara, João Simonetti, Joaquim Eleutério, Victorio Maggi, Oscar Marques, Henrique Piva, Michel Farhat, João Holzzmann Júnior, Ewaldo Meister oraz Alexandre Bach.